# 2673 Lossignol
A 2673 Lossignol (ideiglenes jelöléssel 1980 KN) egy kisbolygó a Naprendszerben. Henri Debehogne fedezte fel 1980. május 22-én.